# Erol Bulut
Erol Bulut (Bad Schwalbach, Alemania, 30 de enero de 1975) es un exjugador y entrenador de fútbol alemán, nacionalizado turco. Actualmente está sin club.

## Carrera como jugador
Nacido en Bad Schwalbach, Alemania, durante su carrera como futbolista, Bulut logró notables éxitos. Representó a Turquía en el nivel internacional sub-21. En 1995, pasó del Eintracht Frankfurt al Fenerbahçe de Turquía, donde consiguió el título de la Superliga la temporada siguiente. Posteriormente, regresó brevemente al equipo alemán en 1999 antes de jugar principalmente cedido en clubes turcos. En particular, impresionó al Panionios de Grecia y fue elegido mejor jugador extranjero de la liga.
Bulut continuó su trayectoria profesional, moviéndose entre varios clubes. Regresó a Turquía en 2003 con el Bursaspor, seguido de una temporada en el 1860 Múnich de Alemania. Su paso al Olympiacos de Grecia en 2005 resultó fructífero, ya que ganó la Superliga de Grecia y la Copa de Grecia en su primer año. No obstante, su contrato fue rescindido durante la segunda temporada. Después de pruebas posteriores en clubes europeos, jugó para el Metalurg Donetsk de Ucrania en 2007. De 2008 a 2009, se unió al club griego de segunda división Olympiacos Volos, y finalmente se mudó a OFI Creta en enero de 2011 y aseguró el ascenso a la Superliga.
La carrera como jugador de Bulut concluyó después de un segundo ascenso con Veria en el verano de 2012. Pasó por períodos de prueba en clubes como Stoke City Rangers y Newcastle United.

## Carrera como entrenador
La trayectoria de Bulut como entrenador comenzó en octubre de 2012 como asistente técnico en Kartalspor. Continuó desempeñando el mismo cargo en Yeni Malatyaspor, Elazığspor y İstanbul Başakşehir.
En septiembre de 2017, se convirtió por primera vez en entrenador del Yeni Malatyaspor, un equipo recién ascendido, asegurando con éxito su lugar en la liga de primer nivel.En la siguiente temporada 2018-19, guio al club a las semifinales de la Copa de Turquía, donde fueron eliminados por el eventual ganador, el Galatasaray.A finales de abril de 2019, Bulut presentó su renuncia a falta de cinco jornadas para el final de la temporada.
En junio de 2019, asumió el cargo de entrenador del Alanyaspor.Bajo su dirección, el equipo acabó quinto en la liga y llegó a la final de la Copa de Turquía. Este logro marcó la primera clasificación del club para las rondas de clasificación de la Europa League. En agosto de 2020, decidió dejar su cargo al final de la temporada.
El 6 de agosto de 2020, fue oficializado como entrenador del Fenerbahçe.Sin embargo, en marzo de 2021, el club anunció su despido.
Posteriormente, en mayo de 2021, Bulut firmó un contrato de tres años con el Gaziantep.Sin embargo, se separaron de mutuo acuerdo en enero de 2023 luego de una serie de malos resultados.
El 3 de junio de 2023, Bulut fue nombrado entrenador del Cardiff City.Un año más tarde, extendió su contrato hasta junio de 2026.Sin embargo, en septiembre de 2024, fue despedido de su cargo después de un mal comienzo en la temporada.

## Clubes

### Como jugador
| Club                 | País     | Año       |
| -------------------- | -------- | --------- |
| Eintracht Frankfurt  | Alemania | 1992-1995 |
| Fenerbahçe           | Turquía  | 1995-1999 |
| Eintracht Frankfurt  | Alemania | 1999-2001 |
| Trabzonspor (cedido) | Turquía  | 1999-2000 |
| Adanaspor (cedido)   | Turquía  | 2001      |
| Panionos             | Grecia   | 2001-2003 |
| Bursaspor            | Turquía  | 2003-2004 |
| 1860 Múnich          | Alemania | 2004-2005 |
| Olympiacos           | Grecia   | 2005-2007 |
| Metalurg Donetsk     | Ucrania  | 2005-2007 |
| Olympiakos Volou     | Grecia   | 2009-2010 |
| OFI Creta            | Grecia   | 2011-2012 |
| Veria                | Grecia   | 2012      |

### Como entrenador
| Club             | País    | Año       |
| ---------------- | ------- | --------- |
| Yeni Malatyaspor | Turquía | 2017-2019 |
| Alanyaspor       | Turquía | 2019-2020 |
| Fenerbahçe       | Turquía | 2020-2021 |
| Gaziantep        | Turquía | 2021-2023 |
| Cardiff City     | Gales   | 2023-2024 |

## Palmarés

### Como jugador

#### Campeonatos nacionales
| Título               | Club             | País    | Año     |
| -------------------- | ---------------- | ------- | ------- |
| Superliga de Turquía | Fenerbahçe       | Turquía | 1995-96 |
| Copa Atatürk         | Fenerbahçe       | Turquía | 1998    |
| Superliga de Grecia  | Olympiacos       | Grecia  | 2005-06 |
| Copa de Grecia       | Olympiacos       | Grecia  | 2005-06 |
| Superliga de Grecia  | Olympiacos       | Grecia  | 2006-07 |
| Beta Ethniki         | Olympiakos Volou | Grecia  | 2009-10 |